# Kerststol
Le Kerststol est un pain de Noël fruité traditionnel allemand et néerlandais de forme ovale,. Ce pain à base de levure contient des fruits secs, des raisins secs et des groseilles, des zestes de citron et d'orange, de l'eau, du lait, du beurre, du sucre, de la vanille et de la cannelle. Une variété plus luxueuse peut inclure des noix, des amandes ou des noisettes hachées. On peut également ajouter à cette pâte du gingembre en poudre ou du gingembre cristallisé râpé, des cerises et des canneberges séchées, des pommes, des kiwis ou de la cardamome.
La pâte, après avoir reposé, est remplie d'une bûche de pâte d'amande (amandelspijs) qui est placée au milieu du gâteau. La pâte est repliée sur la pâte d'amande dans le sens de la longueur et légèrement pincée pour la sceller. Une fois prêt, le gâteau est saupoudré de sucre glace avant d'être servi en tranches épaisses, tartinées de beurre.